# Апронии
Апрониите (gens Apronia) са плебейска фамилия от Древен Рим.
Известни с това име:
- Гай Апроний, народен трибун през 449 пр.н.е.[1]
- Квинт Апроний, служи в Сицилия по време на управлението на Гай Вер (73-71 пр.н.е.)[2]
- Луций Апроний, суфектконсул 8 г.
- Апрония, дъщеря на суфектконсула от 8 г., убита 24 г. от съпруга ѝ Марк Плавций Силван (претор 24 г.)
- Апрония Цезения L. f., дъщеря на суфектконсула от 8 г.; съпруга на Гней Корнелий Лентул Гетулик (консул 26 г.)[3]
- Луций Апроний Цезиан, син на суфектконсула от 8 г.; консул 39 г.[4]